# Langs de Vecht en d'oude Rijnstroom
Langs de Vecht en d'oude Rijnstroom este imnul provinciei Utrecht.

## Imn
Langs de Vecht en d'oude Rijnstroom

Strekt zich wijd het Stichtse land.

Wilibrord ontstak uw fakkel,

Die ons blusbaar verder brandt;

Waar 's Lands Unie werd geboren,

Utrecht, hart van Nederland!
Utrecht, parel der gewesten,

'k Min Uw bos en lustwarand'.

'n eigen stempel draagt Uw landschap:

Plas, rivier of heid' en zand,

Weid' en bongerd, bont verscheiden,

Utrecht, hart van Nederland!
Utrecht, nobel, nijver Utrecht,

Middelpunt naar alle kant,

Aan Uw eigen stijl en schoonheid

Houd ik steeds mijn zin verpand.

Blijv' in goed' en kwade dagen:

Utrecht, hart van Nederland!